# Кладовище Йорк (Торонто)
Кладовище Йорк — кладовище у Торонто, Онтаріо, Канада.
Відкрите у 1948 році.
На кладовищі є велике поле українських поховань. Поруч також естонська та латиська дільниці.

## Поховані

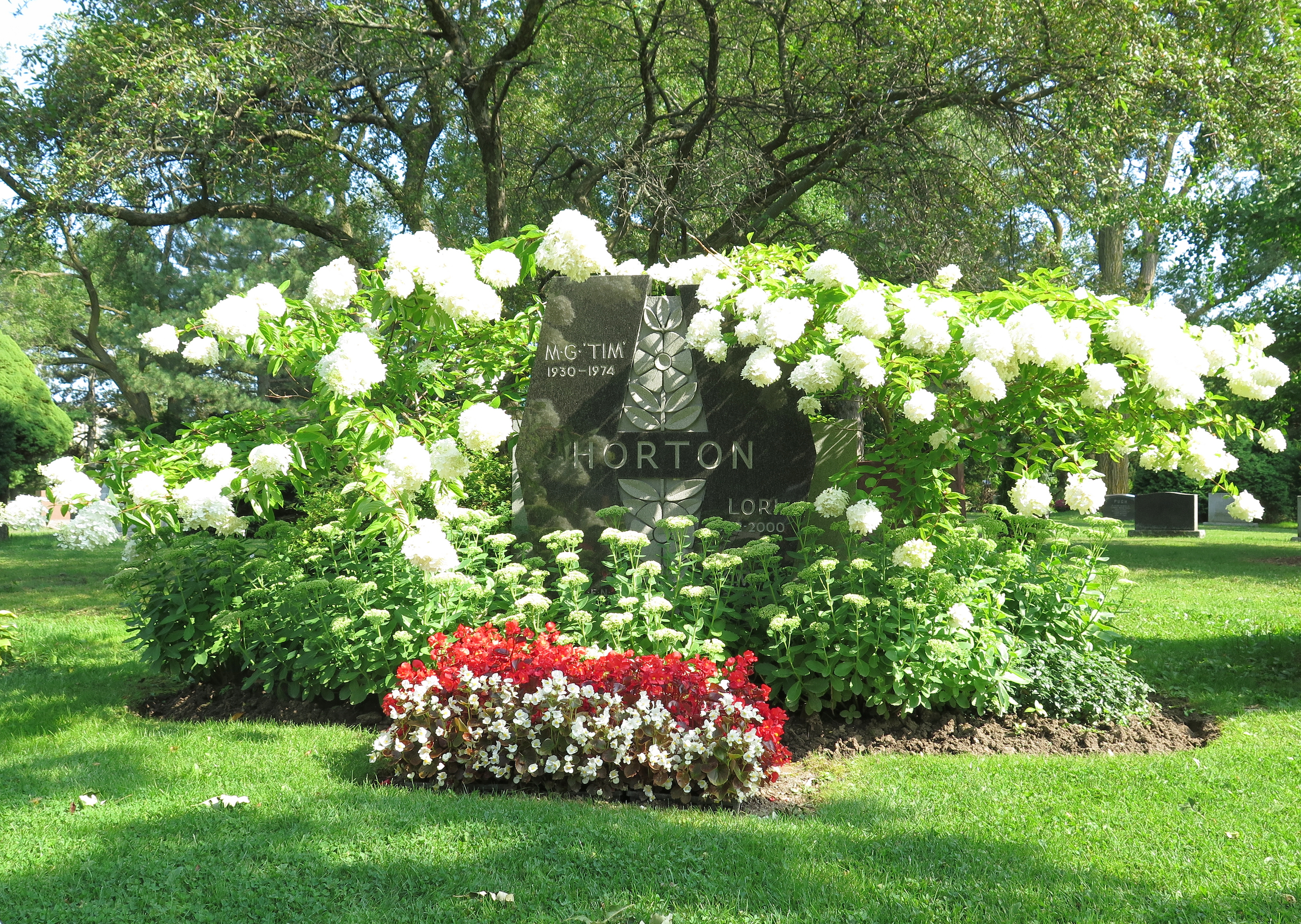
Могила хокеїста Тіма Гортона

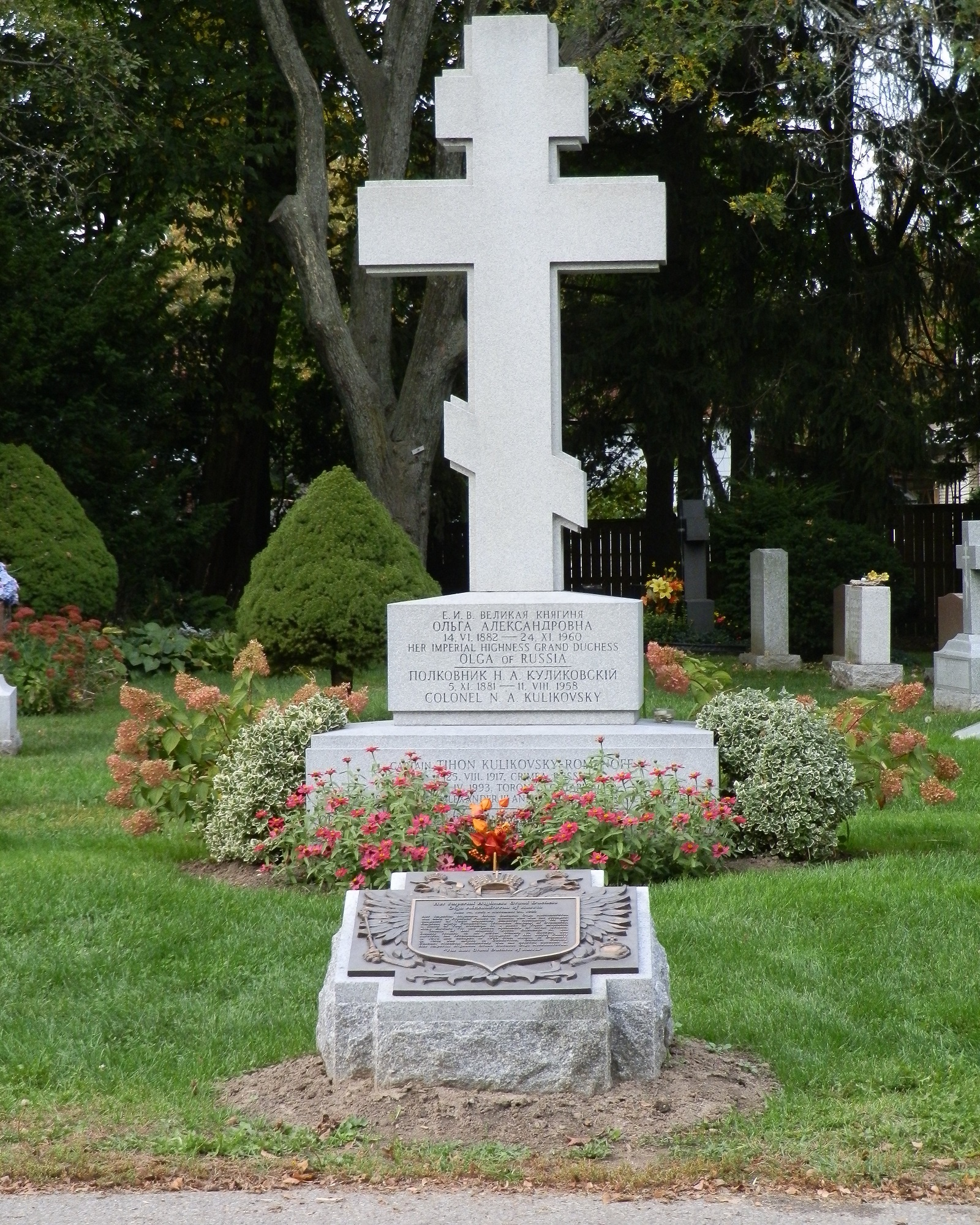
Княгиня Росії Ольга Олександрівна

- Ольга Олександрівна Романова, жінка капітана  Миколи Куліновського
- Барбара Фрум, канадська журналістка
- Генрі Говей Робсон, Британський герой Першої світової війни
- Тім Гортон, засновник Торонто Мейпл Ліфс кравець та співзасновник Тім Гортонс
- Джессі Ніллсон, канадський актор
- Нік Гарбарук, уродженець Польщі, канадський WHA та NHL хокеїст
- Зоран Косановіч, сербо-канадський гравець у настільний теніс
- Персі Зальцман, канадський метеоролог, перший метеоролог на канадському телебаченні
- Благоє Братич, член збірної Югославії з футболу; пізніше канадський спортивний директор і тренер
- Арнольд Чан, член парламенту Скерборо-Еджинкорт Заступник керівника палати уряду[1]

### Українці
- Винник Теодор — український військовий та громадський діяч.
- Лаврентій Кемпе (нар. 22 серпня 1901 — †27 січня 1981) — козак 1-ї сотні полку Чорних запорожців, актор, режисер.
- Олекса Яворський (25 березня 1896, с. Котузів — 11 квітня 1987, Торонто) — поручник УГА, діяч УВО, адвокат, посол Сейму Польщі.